# Перхлорат олова(II)
Перхлорат олова(II) — неорганическое соединение, 
соль металла олова и хлорной кислоты 
с формулой Sn(ClO4)2,
бесцветные кристаллы,
растворяется в воде.

## Получение
- Электролиз раствора перхлората серебра в ацетонитриле с анодом из олова.

- Реакция раствора перхлората меди и амальгамы олова:

{\displaystyle {\mathsf {Cu(ClO_{4})_{2}+Sn_{Hg}\ {\xrightarrow {}}\ Sn(ClO_{4})_{2}+Cu\downarrow }}}

## Физические свойства
Перхлорат олова(II) образует бесцветные кристаллы.
Растворяется в воде.